# Darcetina cinerosa
Darcetina cinerosa là một loài bướm đêm trong họ Noctuidae.